# پای‌باپ
پای‌باپ (به انگلیسی: PyBOP) با فرمول شیمیایی C18H28N6OP·PF6 یک ترکیب شیمیایی با شناسه پاب‌کم ۲۷۲۴۶۹۹ است. که جرم مولی آن 520.39 g/mol می‌باشد. شکل ظاهری این ترکیب، بلورهای سفید است.